# Saganaki
Il saganàki (in greco σαγανάκι?) è una preparazione gastronomica a base di formaggio saltato in padella, tipica della cucina greca. Il nome deriva dalla tecnica stessa di preparazione, che si fa utilizzando una padella leggermente concava particolare, con due manici laterali, che in Turchia è chiamata sahan. In pratica, consiste nel friggere il formaggio, che di solito è graviera o κefalotiri, anche se sono usati spesso formaela, la feta e un formaggio tipico di Cipro, il halloumi.
Ci possono essere variazioni, la più importante delle quali dipende dal fatto che qualcuno prepara il formaggio sulla piastra, grigliato, mentre in altri casi il formaggio - sempre comunque tagliato in fette alte non più di 5 mm - è fritto dopo essere stato impanato con pan grattato o farina. Alcuni rifiniscono la preparazione con una leggera flambatura.
Il saganaki normalmente è servito da solo, con l'aggiunta (a piacere) di poche gocce di limone. In alcuni casi possono essere presentati anche dei contorni quali gamberetti, cozze o altro.
Come antipasto, il saganaki è servito accompagnato dall'ouzo o da altra bibita alcolica.